# 鼻形軸孔珊瑚
鼻形軸孔珊瑚（学名：Acropora nasuta）为軸孔珊瑚科軸孔珊瑚屬下的一个种。